# Selina Juul
Selina Juul (russisk: Селина Юул; født 7. marts 1980 i Moskva) er en dansk-russisk aktivist, kendt for sit arbejde omkring madspild.
Hun er stifter af forbrugerbevægelsen og kampagnen Stop Spild Af Mad.
Juul er forfatter til en kogebog og har skrevet et væld af kronikker og debatindlæg.
Juul har modtaget en længere række af priser for sit arbejde, blandt andet Svend Auken-prisen (2013) og Nordisk Råds Natur- og Miljøpris (2013).
I 2014 blev hun kåret til Årets Dansker for sit arbejde med "Stop Spild Af Mad".
I 2020 blev hun erklæret Årets Europæer af Reader's Digest.